# Josipovac
Josipovac es una localidad de Croacia situada en el municipio de Osijek, en el condado de Osijek-Baranya. Según el censo de 2021, tiene una población de 3602 habitantes.

## Demografía
| Gráfica de población de Josipovac 1857-2021                         |
|                                                                     |
| Según los censos de población de la Oficina de Estadísticas Croata. |